# Tentativa de golpe de Estado na Serra Leoa em 2023
A tentativa de golpe de Estado na Serra Leoa em 2023 ocorreu em 26 de novembro de 2023, quando um grupo de militantes atacou vários locais em Freetown, capital da Serra Leoa. O país foi posteriormente colocado sob um toque de recolher nacional, tendo sido desencadeada uma perseguição para encontrar os militantes. O presidente Julius Maada Bio afirmou que o ataque foi repelido pelas forças de segurança e que o governo estava no controle da situação. Os ataques foram descritos por organizações internacionais como tentativas de perturbar a ordem constitucional no país, e pelo ministro da Informação, Chernor Bah, como uma "tentativa de golpe de Estado".

## Antecedentes
Os ataques ocorreram em meio a tensões políticas provocadas pela reeleição do Presidente Julius Maada Bio em junho de 2023, que foi contestada pela oposição e suscitou preocupações dos Estados Unidos e da União Europeia. Em agosto, houve relatos de uma conspiração golpista, que levou à prisão de vários soldados.

## Perpetradores e motivações
O grupo responsável pelos ataques ainda é desconhecido.
Um dos militantes, patrulhando um veículo policial roubado perto do quartel de Wilberforce, alegou a sua intenção de "limpar a sociedade" e afirmou não estar atrás de civis comuns.
O Ministro da Informação, Chernor Bah, disse que oficiais militares atuais e antigos estavam entre os envolvidos. Um porta-voz do exército descreveu os perpetradores como “soldados renegados”.
Em 28 de Novembro, Bah chamou o incidente de “uma tentativa fracassada de golpe de Estado” que pretendia “subverter e derrubar ilegalmente um governo democraticamente eleito”.
Posteriormente, a polícia divulgou fotografias de 32 homens e duas mulheres que, segundo informou, estavam sendo procurados em conexão com os ataques, incluindo soldados e policiais ativos e aposentados, bem como alguns civis.

## Eventos
Por volta das 4h30 da manhã de 26 de novembro de 2023, um grupo de militantes atacou o arsenal militar no quartel Wilberforce em Freetown, perto da residência presidencial. Mais tarde, na mesma manhã, eles invadiram a Prisão Central Pademba Road, em Freetown, libertando quase toda a sua população de 1.890 presos depois que as forças de segurança se retiraram da área. Alguns dos presidiários teriam sido vistos andando pelo bairro de Brookfields. Outra prisão também foi atacada pelos militantes. Um correspondente da Reuters viu portas de celas abertas ou totalmente removidas durante uma visita à prisão de Pademba após a fuga, com o chefe dos serviços correcionais do país dizendo que os agressores lançaram um veículo contra o portão da frente da prisão depois de não conseguir abri-lo com um lança-foguetes. Mais tarde, pelo menos 100 reclusos regressaram às suas prisões, com um recluso alegando que oficiais militares abriram a sua cela à força durante fortes tiroteios e ordenaram-lhe que saísse. Os agressores teriam sido vistos em viaturas policiais, transportando equipamentos roubados. Também foram descritos como vestindo uniformes e balaclavas. Os analistas estimam o possível número de atacantes em cerca de 50, incluindo oficiais militares e antigos comandantes rebeldes.
Outros confrontos foram relatados perto de Murray Town, sede da Marinha, bem como em outra instalação militar perto de Freetown. Dois guardas designados para a residência do ex-presidente Ernest Bai Koroma também foram atacados, com Koroma dizendo que um deles, um cabo, foi morto e o outro, um suboficial foi sequestrado. A mídia local informou posteriormente que o exército havia realizado uma incursão em sua casa, matando um guarda e capturando outro, enquanto outro membro da equipe de segurança de Koroma foi morto em um confronto separado. O ministro do Interior, David Taluva, disse que os militantes atacaram um quartel da polícia e apreenderam armas de agentes depois de ficarem sem munições. Um correspondente da BBC informou que os agressores deveriam tomar a residência presidencial, mas seguiram para o arsenal depois de falharem em subjugar a segurança presidencial.
O Ministro da Informação, Chernoh Bah, descreveu a situação como "ataques coordenados e devidamente planejados à segurança e ao bem-estar do nosso Estado". O país foi posteriormente colocado sob um toque de recolher nacional, com uma busca sendo convocada para encontrar os militantes. O presidente Julius Maada Bio afirmou que o ataque foi repelido pelas forças de segurança e que o governo estava no controle da situação. Alguns militantes foram capturados e um vídeo parece mostrar o pessoal uniformizado preso na parte traseira ou ao lado de um veículo militar.. Muitas ruas em Freetown ficaram  vazias, com soldados em patrulha e postos de controle sendo montados. Foi relatado que os combates foram repelidos para os arredores da capital. Naquela noite, Bio disse num discurso televisionado que a maioria dos líderes do ataque, o qual chamou de "quebra de segurança" e um ataque à democracia, foram presos e que "a calma havia retornado", enquanto o toque de recolher foi encurtado das 21h00 às 6h00 do dia 27 de novembro. A autoridade da aviação civil da Serra Leoa informou que o espaço aéreo do país permaneceu aberto, mas pediu às companhias aéreas que reprogramassem os seus voos após o levantamento do toque de recolher obrigatório.
Em 28 de novembro, foram relatados tiros em Murray Town, com as autoridades dizendo que fazia parte de uma operação bem-sucedida para capturar uma pessoa de interesse nos ataques.

## Baixas
O exército da Serra Leoa disse que treze dos seus soldados foram mortos lutando pelo governo, enquanto outros oito ficaram feridos. Acrescentou que três agressores, um policial, um civil e um funcionário de segurança privada também foram mortos, elevando o número total de mortos para dezenove. Treze oficiais militares e um civil foram presos, enquanto dois veículos transportando armas e munições foram recuperados após terem sido roubados do arsenal pelos atacantes.

## Reações
A CEDEAO condenou os ataques, emitindo uma declaração de "tolerância zero para mudanças inconstitucionais de governo" em 26 de novembro e classificando o incidente como uma tentativa de perturbar a ordem constitucional da Serra Leoa. Em 28 de novembro, o bloco declarou que estava preparado para mobilizar apoio regional para “fortalecer a segurança nacional” no país. O bloco enviou uma delegação para se reunir com Bio no dia 27 de novembro. No mesmo dia, Bio também se reuniu com uma delegação separada da Nigéria que, segundo ele, transmitiu “uma mensagem de solidariedade” da CEDEAO. O conselheiro de segurança nacional nigeriano, Malam Nuhu Ribadu, advertiu que “qualquer coisa que interfira na democracia, na paz, na segurança e na estabilidade da Serra Leoa não será aceite pela CEDEAO e pela Nigéria”.
A embaixada dos Estados Unidos também condenou os ataques e ofereceu apoio contínuo à Serra Leoa numa declaração nas redes sociais. A missão da União Europeia expressou preocupação e apelou ao respeito pela ordem constitucional.

## Nota
- Este artigo foi inicialmente traduzido, total ou parcialmente, do artigo da Wikipédia em inglês cujo título é «2023 Freetown attacks».